# Differenzgeschäft
Differenzgeschäft (englisch Contract for Difference) ist im Finanzwesen ein spekulatives Termingeschäft, bei dem die Vertragsparteien nicht am Basiswert (Handelsobjekt) interessiert sind, sondern am Kurs- oder Preisunterschied zwischen dem Tag des Geschäftsabschlusses und dem aktuellen Marktwert am theoretischen Erfüllungstag.

## Allgemeines
Kassageschäfte sind typische Liefergeschäfte, bei denen die Vertragsparteien (Kontrahenten) an der Lieferung und Abnahme des Basiswerts interessiert sind. Bei Termingeschäften ist dies nicht immer der Fall. Haben Termingeschäfte den Zweck, den Kurs/Preis eines Basiswerts zu sichern und die Kontrahenten sind am Umsatz vom Basiswert interessiert, gehören sie ebenfalls zu den Liefergeschäften. Deshalb sind Börsentermingeschäfte nach Auffassung des BGH nicht notwendigerweise stets auch Differenzgeschäfte. Fehlt es jedoch an der Lieferabsicht, handelt es sich um ein Differenzgeschäft, einem so genannten „entarteten Termingeschäft“. Sein Name führt auf die Kursdifferenz zurück, die beide Parteien erzielen.

## Arten
Im Hinblick auf die Erkennbarkeit der Transaktion wird zwischen offenen und verdeckten Differenzgeschäften unterschieden, die sich beide aus dem Wortlaut des § 764 BGB a. F. ergaben. Beim offenen Differenzgeschäft vereinbaren die Kontrahenten ausdrücklich, dass nicht geliefert werden soll. Diese in § 764 Satz 1 BGB a. F. definierten Geschäfte wurden seit Februar 1935 als Spiel nach § 762 BGB eingestuft. Das verdeckte Differenzgeschäft wird durch die – zwischen beiden Parteien – nicht ausgesprochene Differenzabsicht charakterisiert, es gilt nach § 117 Abs. 2 BGB als Scheingeschäft und ist als solches nichtig. Nur bei einer Vertragspartei ist erkennbar die Absicht vorhanden, nicht tatsächlich auf Lieferung zu bestehen, sondern die Gegenleistung zu vermeiden und lediglich die Preisdifferenz ausgeglichen zu erhalten. Beim verdeckten Differenzgeschäft beabsichtigt deshalb nur einer der Kontrahenten, sich bis zum Erfüllungstag durch ein Gegengeschäft einzudecken und die Differenz zwischen dem vereinbarten Preis und dem des Gegengeschäfts zu vereinnahmen bzw. zu erbringen. Nach § 764 Satz 2 BGB a. F. wurde vorausgesetzt, dass die andere Gegenpartei diese Absicht kennt oder kennen muss.
Es liegt an den Begleitumständen und Beweisanzeichen, ob eine Transaktion als verdecktes Differenzgeschäft eingeordnet wird. Verdeckte Differenzgeschäfte fallen erst durch extensive Auslegung unter die Regelungsnorm des § 762 BGB. Voraussetzung eines verdeckten Differenzgeschäfts sei dem BGH zufolge ferner, dass das Gegengeschäft mit dem Vertragspartner des Erstgeschäfts geschlossen wird und mit dem Erstgeschäft im Wesentlichen übereinstimmt. Bei Devisen reicht ein Gegengeschäft in anderer Währung mit annähernd demselben Volumen aus. Indizien für ein verdecktes Differenzgeschäft können sein:
- ein auffälliges Missverhältnis zwischen dem Vermögen des Bankkunden und dem Umfang des geschlossenen Geschäfts;
- die Überlassung eines (Sicherheits-)Betrages, der nicht den Wert des Erstgeschäfts, sondern allenfalls einen Verlust in Höhe der Differenz zwischen Erst- und Gegengeschäft abdeckt;
- das Fehlen einer Beziehung der erworbenen Waren oder Wertpapiere zum Geschäfts- oder Berufskreis des Käufers;
- der Charakter der Waren, Wertpapiere oder Devisen als typische Spekulationsobjekte;
- der häufige An- und Verkauf derselben Waren, Wertpapiere oder Devisen bei fortgesetzter Unterlassung effektiver Erfüllung.

Zu den Differenzgeschäften gehören Indexterminkontrakte, bei denen nur die Zahlung von Differenzen beabsichtigt ist. Hierbei wird der Gegenwert des zugrunde liegenden Aktienindex am Fälligkeitstermin in bar ausgeglichen. Nach der Begründung der Börsengesetz-Novelle vom März 1989 gehören zu den Differenzgeschäften insbesondere selbständige Indexoptionen. Bei ihnen kommt für den Anleger eine Glattstellung durch ein Gegengeschäft am Terminmarkt von vornherein nicht in Betracht, da etwa Aktienindexoptionen in aller Regel nicht zum effektiven Bezug oder zur Veräußerung eines bestimmten Aktienportfolios berechtigen, sondern auf Barausgleich des Differenzbetrages zwischen dem festgelegten Basisindex und dem aktuellen Indexwert am Tag der Optionsausübung gerichtet sind.
Der BGH hat im Juni 1979 zwar offengelassen, ob der Leerverkauf („short sale“) ein Termingeschäft sei, gleichzeitig bejahte er jedoch die Merkmale eines Differenzgeschäftes. Der Leerverkäufer veräußere dem BGH zufolge die Aktien in der Annahme, sie später zu einem niedrigeren Kurs wieder erwerben zu können. „Die dafür notwendigen effektiven Umsatzgeschäfte sind nur das technische Mittel zur Erzielung der Differenz. Dementsprechend schlägt sich der Aktienumsatz nicht in einem Depot des Kunden nieder“.
Daytrading gehört nicht zu den Kassageschäften, auch wenn die Erfüllung innerhalb eines oder zweier Handelstage erfolgt. Es sind „finanzielle Differenzgeschäfte“ des § 2 Abs. 3 Nr. 3 WpHG, denn
- der Trader strebt „im Einvernehmen“ mit seinem Vertragspartner „keine unbeschränkte Verfügungsbefugnis über die Waren oder Wertpapiere“ an,
- der Trader will „zu ihrer Bezahlung weder eigenes Kapital noch vor Abschluss des Geschäfts vertraglich fest vereinbarte Kreditmittel, sondern den Erlös aus einem von vornherein beabsichtigten Gegengeschäft“ einsetzen und
- das Gegengeschäft wird mit dem Vertragspartner des Erstgeschäfts geschlossen und stimmt „mit dem Erstgeschäft im Wesentlichen“ überein.

## Geschichte
Das Differenzgeschäft verdankt seinem Namen dem Umstand, dass ein hoher Prozentsatz von Warentermingeschäften (Kaffee, Rohzucker) durch Zahlung der Kursdifferenzen erledigt wurde. John Stuart Mill war 1848 der Ansicht, dass die Differenzspekulation von Händlern für die Allgemeinheit nützlich sei, wenn sie (privaten) Gewinn abwerfe. Gesetzgeber und Rechtsprechung haben die rein spekulative Wirkung von Differenzgeschäften in Deutschland früh erkannt. Die Diskussion um das Differenzgeschäft war nach 1850 zu einem juristischen Dauerthema geworden. Bereits das Reichsoberhandelsgericht (ROHG) war im Juni 1872 der Auffassung, dass „reine“ Differenzgeschäfte, bei denen die Parteien schon bei Vertragsabschluss die Effektiverfüllung ausschließen, als Wette zu qualifizieren seien und Klagen auf Erfüllung abzuweisen wären. „Erst dann, wenn diese Absicht der Kontrahenten beim Vertragsabschluss zum Ausdruck gebracht … liege in Wahrheit nicht mehr ein Kauf vor, sondern ein in die Formen des Lieferungskaufes eingekleidetes, nach den Grundsätzen über Spiel und Wette zu beurteilendes reines Differenzgeschäft“.
Zunächst empfahl 1882 der deutsche Juristentag, Differenzgeschäfte weder zu verbieten noch zu beschränken. Im November 1891 gab es wegen der Differenzspekulation gleich mehrere Konkurse von Berliner Banken (Berliner Bankenskandal), insbesondere die Bankhäuser C. W. Schnoeckel jnr. (September 1891), Hirschfeld & Wolf, die Wechselbank Hermann Friedländer & Sommerfeld oder das Bankhaus Eduard Maass. Die Rechtsauffassung der Gerichte über die Differenzspekulation änderte sich zunächst jedoch nicht. Denn in einem Urteil vom April 1891 bestätigte das Reichsgericht (RG) erneut, dass ein reines Differenzgeschäft nicht vorliege, wenn es dem einen Kontrahenten nur verboten sei, Effektivlieferung zu fordern, nicht aber der anderen Partei, sie zu leisten. Mit Antrag vom 19. November 1891 forderten die Abgeordneten der Zentrumspartei im Reichstag, dass „dem Missbrauch des Zeitgeschäfts als Spielgeschäft“ vor allem „in für die Volksernährung wichtigen Artikeln“ entgegenzutreten sei. Im März 1892 kam es durch die Rechtsprechung des Reichsgerichts zu einer Wende. Es verlangte nun, dass die Gerichte zu prüfen haben, ob aus den Umständen eine beiderseitige Absicht zur Regulierung der Differenz geschlossen werden kann. Es hielt das von ihm bisher vertretene Prinzip nicht mehr aufrecht, dass zur Annahme des reinen Differenzgeschäftes die ausdrückliche Vereinbarung des Ausschlusses der Effektiverfüllung erforderlich sei.
Mit dem Börsenterminhandel und dem Differenzgeschäft beschäftigten sich danach drei weitere Juristentage (1884, 1886 und 1892). Den Ermittlungen der Börsenenquetekommission zufolge wurden zwischen 1887 und 1891 an der Hamburger Kaffeebörse lediglich zwischen 1,79 % und 3,79 % aller Geschäfte effektiv erfüllt, an der Hamburger Zuckerbörse zwischen 1888 und 1890 nur 4,9 %. Das löste 1894 unter anderem die Kritik des Nationalökonomen Max Weber über den Terminhandel aus. Das Reichsgericht bekräftigte im Dezember 1894 seine ablehnende Haltung gegenüber der Differenzspekulation. Das Reichsbörsengesetz vom Juni 1896 bestätigte im Grundsatz die Gültigkeit von Börsentermingeschäften. Es beruhte auf den Empfehlungen der Börsenenquetekommission und hatte denselben Zweck wie der spätere § 764 BGB a.F., nämlich volkswirtschaftlich sinnlose Differenzspekulation zu verhindern, die ohne Beziehung zum tatsächlichen Güterumsatz des Wirtschaftslebens nur aus den Marktschwankungen Gewinn erzielen will.
Ab 1. Januar 1900 klassifizierte § 764 BGB a.F. die offenen Differenzgeschäfte als Spiel und entzog ihnen damit über den Spieleinwand die rechtliche Verbindlichkeit, denn „Spielschulden sind Ehrenschulden“. Der Spiel- oder Differenzeinwand ist seither das Rechtsmittel zur Anfechtung von Termingeschäften, welche die Voraussetzungen eines Differenzgeschäfts erfüllen. Die Vorschrift sollte die wirksame Spekulation von den als spielähnlich angesehenen Rechtsgeschäften abgrenzen. Der – noch heute geltende – § 762 BGB stellt klar, dass durch Spiel oder Wette eine einklagbare Verbindlichkeit nicht entsteht (Naturalobligation). Das Verhältnis dieser Vorschriften zueinander war in der Rechtsprechung und Fachliteratur seither umstritten.

## Rechtsgrundlagen
Die Bestimmung des § 764 BGB a.F. wurde durch das 4. Finanzmarktförderungsgesetz am 21. Juni 2002 ersatzlos aufgehoben, so dass es lediglich noch bei § 762 BGB verbleibt. Diese Bestimmung stellt weiterhin klar, dass bei Spiel- oder Wettschulden keine einklagbare Verbindlichkeit entsteht. Das gilt auch allgemein für Differenzgeschäfte, bei denen der Spieleinwand von einem der Kontrahenten erhoben werden konnte mit der Folge, dass die Verbindlichkeit aus Differenzgeschäften als Naturalobligation nicht einklagbar war. Dabei muss eine Spielabsicht beider Kontrahenten vorliegen.
Wenn Differenzgeschäfte in den Schutzbereich des WpHG fallen, ist ein Spiel- und Differenzeinwand nicht möglich. § 99 WpHG sieht nämlich vor, dass der Spiel- und Differenzeinwand bei verbindlichen Derivaten im Sinne des § 2 Abs. 3 WpHG und Optionsgeschäften ausgeschlossen ist. Da finanzielle Differenzgeschäfte in § 2 Abs. 3 Nr. 3 WpHG ausdrücklich erwähnt sind, werden auch sie vom Ausschluss des Spiel- und Differenzeinwands erfasst. Nach § 99 Satz 2 WpHG kann der Spiel- oder Wetteinwand nach § 762 BGB nicht geltend gemacht werden, wenn bei Finanztermingeschäften mindestens ein Vertragspartner ein Unternehmen ist, das Finanztermingeschäfte mit Erlaubnis betreibt. Aus dieser Vorschrift folgt, dass diese Transaktionen durchaus bloße Spiel- oder Differenzgeschäfte sein können; andernfalls hätte es des § 99 WpHG nicht bedurft. Die Begriffe Spiel oder Wette und Differenzgeschäft sind deshalb nach der Konzeption des Gesetzes keine Gegensätze, sondern miteinander vereinbar. Soweit nicht Nichtigkeit nach § 100 Abs. 2 WpHG bei verbotenen Finanztermingeschäften vorliegt, können sonstige Differenzgeschäfte noch unter § 762 BGB fallen. Leerverkäufe sind demnach nicht als Spiel oder Wette anzusehen, da ihr spekulativer Charakter sie noch nicht zum Spiel macht. Denn dem Kontrahenten des Leerverkäufers ist nicht bekannt, dass es sich um einen Leerverkauf handelt, so dass es an der erforderlichen beiderseitigen Spielabsicht fehlt. Bei Leerverkäufen ist daher der Spielweinwand bereits materiell-rechtlich ausgeschlossen.
Die bankenaufsichtsrechtliche Perspektive übernimmt die zivilrechtliche Sichtweise. Ein erkennbares Abzielen auf nicht physische Erfüllung bei einem Differenzgeschäft ist danach gegeben, wenn die vertragliche Vereinbarung die Zahlung eines Differenzausgleichs statt einer physischen Erfüllung vorsieht (offenes Differenzgeschäft). Ein Abzielen auf nicht physische Erfüllung kann sich in Einzelfällen aber auch aus den Umständen der Vertragsschließung ergeben (verdecktes Differenzgeschäft).

## Funktion
Bei Differenzgeschäften handelt es sich regelmäßig um Spekulation, denn es besteht kein Interesse der Kontrahenten am Basiswert, sondern es geht ihnen nur um die Zahlung der finanziellen Differenz zwischen dem vereinbarten Terminkurs und dem am Erfüllungstag aktuellen Marktpreis. Da die Beteiligten bei Differenzgeschäften nur am Gewinn interessiert sind, können diese Geschäfte ein erhebliches Marktvolumen erreichen, zumal ein Kapitaleinsatz nicht oder nur für kurze Zeit erforderlich ist. Ungedeckte Leerverkäufe von Aktien und Staatsanleihen gelten mitunter als Faktor, durch den das potenzielle Risiko steigt, dass Abwicklungen scheitern und Marktvolatilität entsteht. Leerverkäufe könnten in Zeiten beträchtlicher finanzieller Instabilität die Abwärtsspirale der Wertpapierkurse verstärken, insbesondere bei Finanztiteln, wodurch schließlich die Existenz der Finanzinstitute bedroht würde und systemische Risiken entstehen könnten. Dies kann Finanzkrisen verursachen oder verschärfen. Aus diesen Bedenken heraus entstand die Vorschrift des § 53 WpHG, die eine Überwachung von Leerverkäufen durch die BaFin vorsieht und in einem behördlichen Verbot von Leerverkäufen münden kann.